# مايكل كيني (اقتصادي)
مايكل كيني (بالإنجليزية: Michael Keane) هو اقتصادي أسترالي، ولد في 12 يناير 1961.